# Chestermanita
La chestermanita és un mineral de la classe dels borats, que pertany al grup de l'ortopinakiolita. Rep el seu nom en honor de Charles Wesley Chesterman (1913-1991), geòleg i mineralogista de la divisió de Mines i Geologia de Califòrnia, a San Francisco (Estats Units), qui va descobrir els primers exemplars.

## Característiques
La chestermanita és un borat de fórmula química Mg₂(Fe3+,Mg,Al,Sb5+)(BO₃)O₂. Va ser aprovada com a espècie vàlida per l'Associació Mineralògica Internacional l'any 1986. Cristal·litza en el sistema ortoròmbic. La seva duresa a l'escala de Mohs és 6.
Segons la classificació de Nickel-Strunz, la chestermanita pertany a «06.AB: borats amb anions addicionals; 1(D) + OH, etc.» juntament amb els següents minerals: hambergita, berborita, jeremejevita, warwickita, yuanfuliïta, karlita, azoproïta, bonaccordita, fredrikssonita, ludwigita, vonsenita, pinakiolita, blatterita, ortopinakiolita, takeuchiïta, hulsita, magnesiohulsita, aluminomagnesiohulsita, fluoborita, hidroxilborita, shabynita, wightmanita, gaudefroyita, sakhaïta, harkerita, pertsevita-(F), pertsevita-(OH), jacquesdietrichita i painita.

## Formació i jaciments
Va ser descoberta en skarns de Lakeshore, al comtat de Fresno, a Califòrnia, Estats Units, on sol trobar-se associada a altres minerals com: calcita, ludwigita, fluoborita, wightmanita, espinel·la, brucita, safflorita i löllingita. Es tracta de l'únic indret on ha estat trobada aquesta espècie mineral.